# Adérito Pedro
Adérito Pedro (8 de abril de 1976 – 5 de outubro de 2020) foi um jogador de xadrez de Angola que atingiu o grau de mestre Internacional.

## Biografia
Teve participação nas Olimpíadas de xadrez de 1996 a 2008. Pedro conquistou a medalha de bronze por performance individual no quarto tabuleiro.  Outras colocações relevantes incluem um nono lugar em 2002 e décimo em 1996.
Adérito Pedro faleceu aos 5 de Outubro de 2020.